# Endiandra dichrophylla
Endiandra dichrophylla är en lagerväxtart som beskrevs av Ferdinand von Mueller. Endiandra dichrophylla ingår i släktet Endiandra och familjen lagerväxter. Inga underarter finns listade i Catalogue of Life.